# Comedy Fight Club
Comedy Fight Club er et underholdningsprogram på TV 2 Zulu med Pelle Hvenegaard som vært. Programmet har indtil videre kørt i fem sæsoner (juli 2022).

## Koncept
I Comedy Fight Club konkurrerer danske amatørstandupkomikere om at blive kåret som årets Zulu-komiker. I hver afsnit bliver de udsat for en opgave eller udfordring, f.eks. besøg på et slagteri eller McDonald's. Herefter har de 24 timer til at skrive standupmateriale om besøget, som de så skal optræde med foran et publikum. I de to første sæsoner bedømmes de af Carsten Bang, og publikum giver dem stemmer. I første sæson gik den komiker med flest stemmer videre til en finale hver gang, og næste gang ville en ny deltager så være med. Fra og med anden sæson var det samme seks komikere man fulgte igennem hele forløbet.

## Deltagere

### Sæson 1 (2007)
- Asmus Brandt
- Elias Ehlers – vinder
- Henrik Løjmand
- Jacob Wilson
- Thomas Warberg
- Karsten Green
- Kim Nørgaard
- Mads Brynnum
- Sanne Søndergaard
- Steen Moltzen
- Steen "Nalle" Nielsen
- Torben Chris
- Kommentator: Carsten Bang

### Sæson 2: For viderekommende
- Asmus Brandt
- Karsten Green
- Rasmus Olsen
- Steen "Nalle" Nielsen – vinder
- Simon Talbot - 2. Plads
- Torben Chris - 3. Plads
- Kommentator: Carsten Bang
- Gæsteinstruktør: Tanja Leu Enevoldsen

### Sæson 3: Udfordringen
- Anders Stjernholm
- Asmus Brandt
- Karsten Green
- Jacob Wilson
- Simon Kold – 2. Plads
- Simon Talbot – vinder
- Torben Chris – 3. Plads

### Sæson 4: Det nye kuld
- Morden May
- Morten Sørensen – 2. Plads
- Mikkel Malmberg – 3. Plads
- Morten Wichmann
- Nikolaj Stokholm
- Rasmus Ellersgaard – vinder

### Sæson 5: Comedy Fight Club Live
- Ane Høgsberg
- Frederik Rosgaard
- Søren Dürr
- Natasha Brock
- Mikkel Klint Thorius
- Jakob Svendsen[1]